# Buchanan (Liberia)
Buchanan è una città della Liberia, capoluogo della contea di Grand Bassa. Nel 2008 la sua popolazione ammontava 34 270 unità, rendendo così la città la terza nella nazione per numero di abitanti. La città si affaccia su una baia dell'Oceano Atlantico chiamata Waterhouse Bay. Buchanan si trova a 110 km a sud est della capitale Monrovia. La pesca è la principale attività economica.

## Storia
La città venne ribattezzata Buchanan in onore di Thomas Buchanan, primo governatore della Liberia e cugino del presidente statunitense James Buchanan.
In origine il suo nome era però Port Cresson, in omaggio ad un commerciante di Filadelfia che aveva pagato ai nuovi coloni il viaggio, e venne fondata nel 1832 dai quaccheri delle società di colonizzazione degli stati di New York e della Pennsylvania. Nel 1835 la tribù Bassa distrusse la neonata colonia.

## Porto
Il porto di Buchanan, uno dei più importanti della Liberia, formato da una banchina e da una diga foranea, è uno scalo importante per l'esportazione del ferro, della gomma e dell'olio di palma. Vi erano alcune industrie che lavoravano il ferro, ora dismesse, anche se nei pressi del porto verrà costruita una fabbrica, con capitale cinese, che porterà 50 000 posti di lavoro.